# Nicolette van Dam

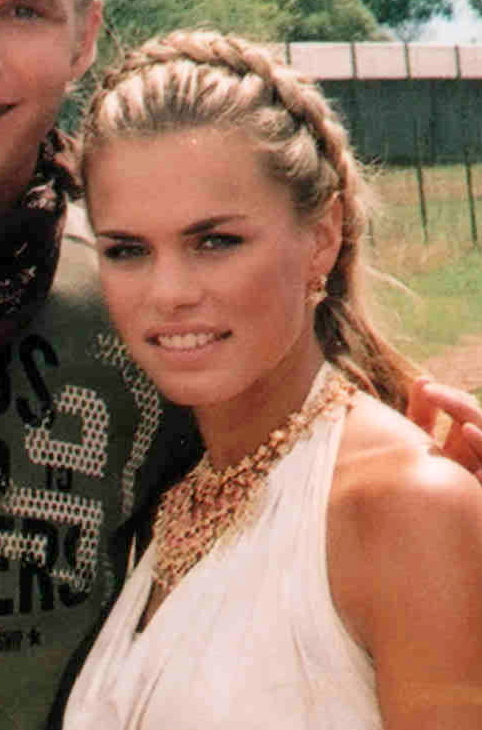
Nicolette van Dam (2012)

Nicolette van Dam (* 14. August 1984 in Amsterdam) ist eine niederländische Schauspielerin, Moderatorin und Synchronsprecherin.

## Leben
Nicolette van Dam wurde in Amsterdam geboren. Nachdem sie zunächst als Model arbeitete und in diversen Musikvideo-Produktionen mitgewirkt hatte, erhielt sie 2005 die Rolle der Bionda Kroonenberg in der Jugendserie ZOOP des niederländischen Nickelodeon-Ablegers. Auch in den Filmen zur Serie Zoop in Afrika (2005), Zoop in India (2006) und Zoop in Zuid-Amerika (2007) wirkte sie mit. Für den Soundtrack des Films Zoop in India steuerte sie das Lied Jadoo Jadoo bei. Für ihre Rolle in dem Film erhielt sie eine Nominierung für den Filmpreis Gouden Kalf.
2005 war sie außerdem in einer kleinen Nebenrolle in der amerikanischen Produktion Deuce Bigalow: European Gigolo zu sehen.
2006 übernahm van Dam eine Rolle in der Serie Van Speijk. Ab 2007 war sie bis 2009 in der Comedy-Serie Voetbalvrouwen zu sehen.
Neben ihrer Schauspieltätigkeit arbeitet van Dam auch als Moderatorin und Synchronsprecherin. So präsentiert sie die Kinderfernsehsendung Jetix Max im niederländischen Fernsehsender Jetix. Als Synchronsprecherin ist sie unter anderem in der niederländischen Sprachfassung von Ice Age 2, Findet Dorie und Alvin und die Chipmunks zu hören.

## Filmografie (Auswahl)
- 2005–2006: ZOOP (Fernsehserie, 20 Folgen)
- 2005: Zoop in Afrika
- 2005: Deuce Bigalow: European Gigolo
- 2006: Zoop in India
- 2006: Plop in de stad
- 2007: Zoop in Zuid-Amerika
- 2007–2009: Voetbalvrouwen (Fernsehserie, 25 Folgen)
- 2010: Het Huis Anubis en de terugkeer van Sibuna
- 2013: De Club van Sinterklaas & de Pietenschool
- 2014: Assepoester: Een Modern Sprookje
- 2014: Kankerlijers